# Koordinationstal
Indenfor kemi, krystallografi og materialevidenskab er koordinationstallet på et centralt atom i et molekyle eller krystal antallet af dets nære naboer. Dette tal afgøres lidt anderledes for molekyler end for krystaller.
For molekyler og polyatomiske ioner afgøres et atoms koordinationstal ved blot at tælle de andre atomer, som det er bundet til (via enten enkelte eller flere bindinger). For eksempel har [Cr(NH3)2Cl2Br2]− Cr3+ som sin centrale kation, og har et koordinationstal på 6.
Krystallers fastform-strukturer har dog ofte mindre klart definerede bindinger, og i disse tilfælde anvendes en optælling af opgrænsende atomer. Den simpleste metode er en, der anvendes indenfor materialevidenskab. Det almindeligt givne koordinationstal for en given struktur henviser til et atom inde i et krystalgitter med naboer i alle retninger.